# みかみなち
みかみ なち（本名：鳥山(旧姓加藤)由美)）は、日本の漫画家。主に少女漫画を手掛けている。夫は漫画家の鳥山明。

## 人物
1954年生まれ。
愛知県立大学卒業。
水星茗、小野弥夢と共に同人サークル「薔薇十字団」を結成していた。
みかみの親戚が鳥山明と同じ町内に住んでおり顔見知りであった。みかみが少女漫画家であると聞き「同業者（漫画家）と会ってみたい」と興味を示した鳥山と引き合わせたことがきっかけで知り合う。当初は愛知県在住の漫画家複数人での食事会であった。連絡先を交換した鳥山から“いたずら電話”が掛かってくるようになった。およそ1年半の交際を経て、1982年2月7日に結納し1982年5月2日に名古屋逓信会館にて結婚式を挙げた。なお結婚時は名古屋生まれの漫画家加藤由美として報じられた。1983年5月4日、夫となった鳥山が『徹子の部屋』に出演した際、スタジオに同行して見学をしていたところ、黒柳から「奥さま」と紹介され、僅かな時間であるがテレビに映っている。
結婚時点では休筆状態にあり、1985年に発表した「聖メフィスト混乱伝」を最後に単行本が発刊されず。1986年を最後に新作を発表していない、長男を出産している。夫の仕事が多忙で手が足りない時は手伝う場合がある。
夫の作品『ドラゴンボール』の登場人物、孫悟空の必殺技である「かめはめ波」を命名したのはみかみだという。

## 作品
- 上を下へのロックンロール みかみなち傑作集（1977年12月20日、白泉社、花とゆめコミックス）
- 聖メフィスト混乱伝（1985年3月10日、東京三世社、マイコミックス）[注 4]